# Euplectella regalis
Euplectella regalis är en svampdjursart som beskrevs av Schulze 1900. Euplectella regalis ingår i släktet Euplectella och familjen Euplectellidae. Inga underarter finns listade i Catalogue of Life.